# قلعة أتشغاه
قلعة أتشغاه (بالفارسية: قلعه آتشگاه) هي قلعة سياحيّة تقعُ في مدينة كاشمر. بُنيت هذه القلعة من قبل الحكومة الساسانية وكانَ دورها مهمًا فِي العصور القديمة.